# Pechea
Pechea es una comuna ubicada en el distrito de Galați, Rumania.

## Superficie
Posee una superficie de 116,1 kilómetros cuadrados.

## Demografía
Hasta 2021 la población era de 10 197 habitantes, con una densidad de población de 87,80 habitantes por kilómetro cuadrado.